# Palacio Koch
El palazzo Koch es un edificio institucional de Italia del siglo XIX, situado en la Via Nazionale de Roma, sede de la Banca d'Italia.

## Historia
Construido entre los años 1886 y 1892 en estilo neorrenacentista, recibe el nombre de su arquitecto, Gaetano Koch. Es un ejemplo del estilo umbertino.
Dentro de las iniciativas del Fondo per l'Ambiente Italiano, por primera vez en su historia secular se abrió al público el 28 y 29 de marzo de 2009.